# Pierluigi Sangalli
Pierluigi Sangalli (Monza, 5 novembre 1938 – Villasanta, 13 marzo 2025) è stato un fumettista, disegnatore, grafico e sceneggiatore italiano. Divenne noto soprattutto per avere disegnato, dagli anni sessanta sino al ventunesimo secolo, le storie a fumetti dell'edizione italiana di Braccio di Ferro e quelle di Geppo, di cui è anche stato sceneggiatore, modificando la grafica dei fumettisti precedenti. Ha legato il suo nome anche a molti altri personaggi dei fumetti, fra i quali Felix the Cat, Provolino e Topo Gigio.

## Biografia
Appassionato di disegno già nel periodo scolastico, durante il quale realizza caricature di compagni di scuola e insegnanti, si diploma in ragioneria ma preferisce dedicarsi al disegno e, grazie all'amico di infanzia, Alberico Motta, che gli insegna i primi rudimenti del mestiere, viene poi presentato in varie case editrici di Milano e inizia a collaborare nel 1958 con le edizioni Il Ponte di Renato Bianconi, lavorando inizialmente come inchiostratore di disegni di alti artisti come Mario Sbattella, autore delle tavole delle serie di Volpetto, Trottolino e Felix e poi come disegnatore principale, lavorando a varie serie come Blick e Block, Devy Crock, Pignatta, Giannina Calamity, Mago Merlotto, Nonna Abelarda, Braccio di Ferro, della quale è anche il copertinista e il disegnatore della maggior parte degli episodi, e Geppo, per la quale scrive anche le sceneggiature; con Alberico Motta poi, nel 1960, idea il periodico dedicato al personaggio di Geppo, creato da Bianconi stesso con Giovan Battista Carpi e Giulio Chierchini e ideandone nuovi comprimari oltre ad altri personaggi per le storie di complemento; ne disegnerà anche tutte le copertine fino alla chiusura della testata nel 1996. Realizza inoltre i disegni delle serie dedicate ai personaggi di Poldo, Trinchetto e di Grissino, in origine comprimari di Braccio di Ferro.
Contemporaneamente disegna le storie di Braccio di Ferro sempre per Bianconi oltre a tutte le copertine delle diverse testate del personaggio fino alla chiusura nel 1998. Su testi di Alberico Motta disegna nel 1967 anche la serie a fumetti di Provolino e quelle delle serie a fumetti di Felix, Pinocchio, Chico nel 1975 sempre per Bianconi. Lo stesso anno realizzo anche la serie su Saruzzo, versione a fumetti del pupazzo di Franco Franchi, al quale seguirono Dormy West, Pignatta, Zurlino, Monico l’Olimpionico i quali erano spesso personaggi protagonisti di serie realizzate per completare gli albi.
Dal 1993 al 1997 realizza storie a fumetti di Topo Gigio per FPM Editore e, nel 1996, scrive e disegna una nuova serie di storie di Geppo; dopo il 1998 collabora con enti locali lombardi, realizzando illustrazioni a scopo turistico o didattico.